# Setsugekka (The End of Silence)/Zan
Setsugekka -The end of silence-/Zan ~ZAN~ (jap. 雪月花 -The end of silence-/斬〜ZAN〜) – trzydziesty szósty singel japońskiego artysty Gackta, wydany 9 grudnia 2009 roku. Oba utwory zostały wykorzystane jako piosenki przewodnie w grze wideo Samurai Warriors 3. Limitowana edycja CD+DVD została wydana wyłącznie dla członków oficjalnego fanklubu Gackta. Singel osiągnął 4 pozycję w rankingu Oricon i pozostał na listach przebojów przez 7 tygodni. Sprzedano 32 120 egzemplarzy.
W teledysku wystąpili gościnnie trzej członkowie z popularnych zespołów visual kei. Byli to basista Ni~ya z Nightmare, perkusista Tsukasa z D’espairsRay i gitarzysta Shun z DuelJewel. Dodatkowo na gitarze zagrał You z wspierającego zespołu artysty GacktJob.

## Lista utworów
Wszystkie utwory zostały napisane przez Gackt C.
| Nr | Tytuł                                                                               | Aranżacja           | Czas |
| -- | ----------------------------------------------------------------------------------- | ------------------- | ---- |
| 1. | "Setsugekka -The End of Silence-" (jap. 雪月花 -The end of silence-)                | Gackt.C, Chachamaru |      |
| 2. | "Zan ~ZAN~" (jap. 斬〜ZAN〜)                                                        | Gackt.C, Chachamaru |      |
| 3. | "Setsugekka -The End of Silence-" (jap. 雪月花 -The end of silence-) (Instrumental) | Gackt.C, Chachamaru |      |
| 4. | "Zan ~ZAN~" (jap. 斬〜ZAN〜) (Instrumental)                                         | Gackt.C, Chachamaru |      |

## Notowania
| Lista                                        | Pozycja |
| -------------------------------------------- | ------- |
| Oricon Weekly Singles Chart                  | 4       |
| Billboard Japan Hot 100                      | 37      |
| Billboard Top Singles Sales                  | 8       |
| Billboard Top Independent Albums and Singles | 1       |